# Сент-Джон (остров)
Сент-Джон (англ. Saint John, дат. Sankt Jan) — остров в Карибском море, часть Американских Виргинских островов. Является самым маленьким и самым богатым из островов территории. Находится в 6,4 км от Сент-Томаса, главного острова территории, а также в 6,4 км от Тортолы, части Британских Виргинских островов. Площадь Сент-Джона 50,79 км²; население по переписи 2010 года — 4170 человек. Самый большой населённый пункт на острове — Круз-Бэй, где проживает 2706 человека.
На острове нет аэропорта, до него можно добраться только по морю. Существует регулярное паромное сообщение с Сент-Томасом и Британскими Виргинскими островами. Благодаря своей удалённости и неосвоенности остров часто привлекает знаменитостей.

## История
Остров впервые был заселён араваками, прибывшими по морю с территории современных Колумбии и Венесуэлы около 300 года н. э. К XIV веку их вытеснили более агрессивные карибы.
Остров, как и остальные Виргинские острова, был открыт Колумбом во время второго путешествия в Америку в 1493 году. Первые европейские поселения на острове принадлежали Датской Вест-Индской компании, до того остров использовали пираты.
В 1718 году датчане основали на Сент-Джоне форт рядом с Корал-Бэй, руины которого можно увидеть до сих пор. Компания дала острову название Sankt Jan, создала сахарные плантации и начала массовый завоз рабов из Африки. Во второй половине XIX века обострилась конкуренция с плантациями в США, а после того, как Дания отменила рабство, острова постепенно пришли в упадок. Вместе с соседними островами, Сент-Джон был приобретён США в 1917 году, в 1956 году был создан национальный парк.
Под защитой парка находится 75 % территории острова, на ней запрещено коммерческое строительство, за исключением курорта Канил-Бэй.

## Административное деление

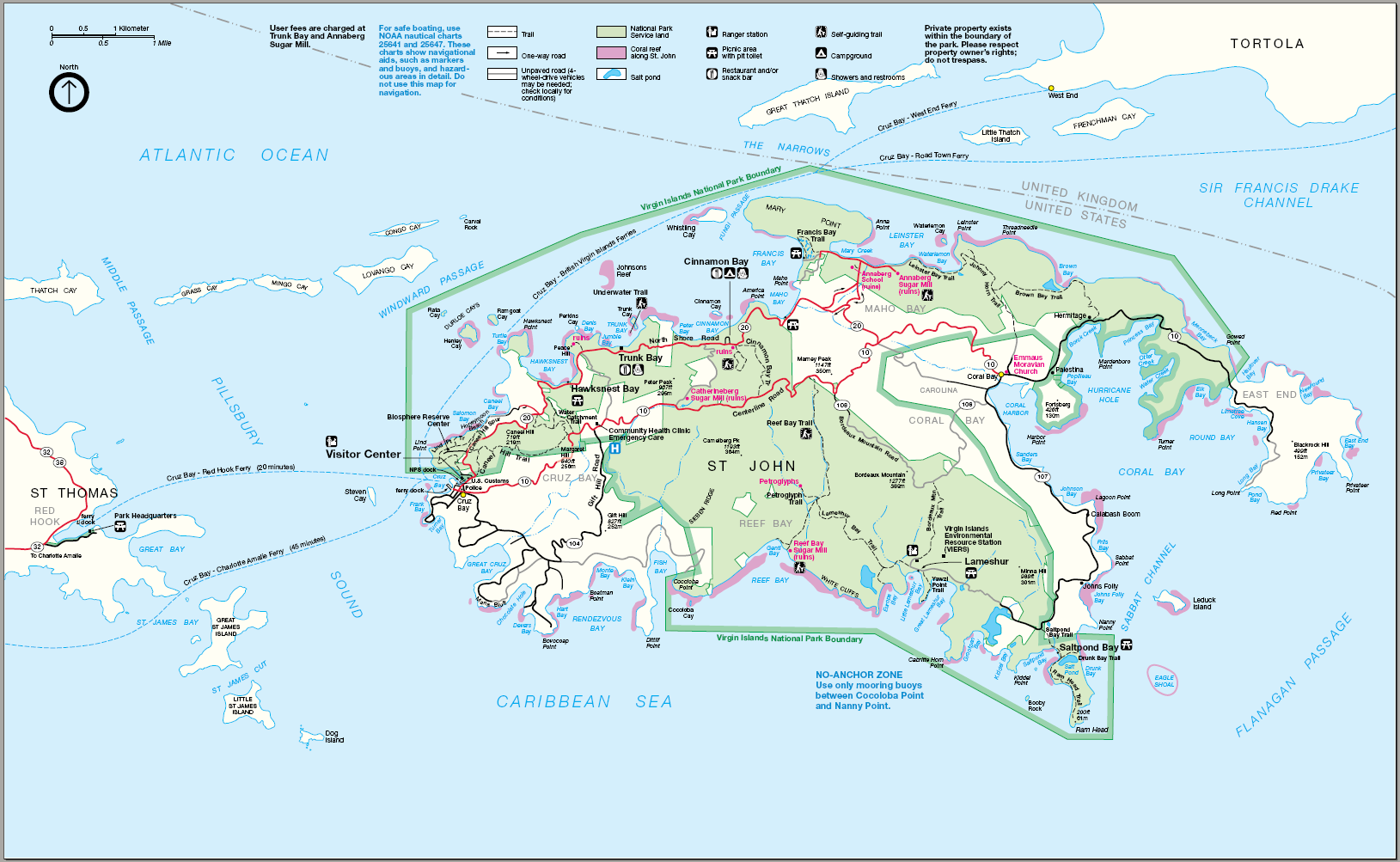
Карта острова

Сент-Джон состоит из следующих районов (в скобках население на 2010 год):
1. Круз-Бэй (2706)
2. Сентрал (779)
3. Корал-Бей (634)
4. Ист-Энд (51)

## Достопримечательности
- Исторический музей и библиотека[3]
- Руины плантации Аннаберг[4]
- Петроглифы араваков возле тропы Риф-Бэй в парке[5]
- Археологические раскопки в Синнамон-Бэй, открытые для туристов[5]
- Туристические тропы вокруг острова[6]